# Tyst minut

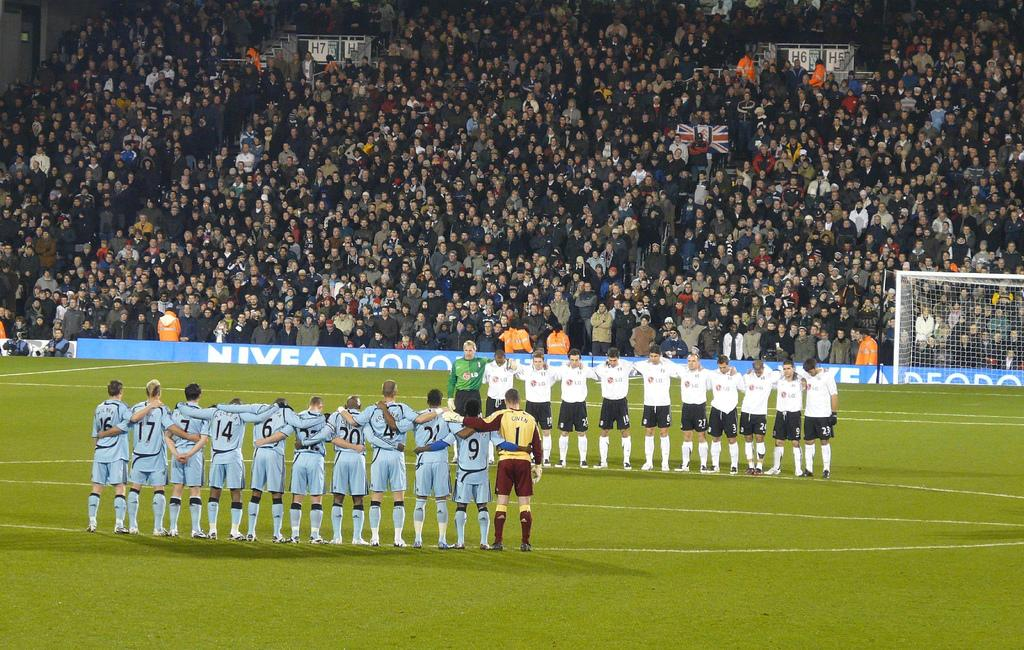
Fulham FC och Newcastle United FC håller en tyst minut för avlidne Jim Langley inför en fotbollsmatch, december 2007.

Tyst minut är en vanligt förekommande sorgeceremoni där de närvarande är tysta en kort stund, vanligen från 20 sekunder till några minuter, för att tänka på och visa respekt för en eller flera som har dött. Under en tyst minut upphör normalt också all annan verksamhet, exempelvis kan fordon (som tåg) stå still under minuten, den som arbetar lägger ifrån sig sina redskap och så vidare.
Att delta i tysta minuter är vanligtvis frivilligt.

## Några händelser för vilka tysta minuter hållits
- I Sverige efter Ådalshändelserna (1931). På begravningsdagen 21 maj hölls fem minuters tystnad i hela landet med start kl 12.00.
- I Sverige efter mordet på Olof Palme (hölls 10 mars 1986).[1]
- I Sverige efter Estoniakatastrofen (1994)
- I Sverige efter 11 september-attackerna i USA. (2001)
- I Sverige efter mordet på Anna Lindh (2003)
- I Sverige efter bombdåden i Madrid (2004)
- I Sverige efter Jordbävningen i Indiska oceanen 2004 (tre minuters tystnad).
- I Storbritannien på årsdagen efter bombdåden i London 2005.
- I Norge, Sverige, Danmark, Finland och Island efter terrorattentaten i Norge 2011
- I Jönköping efter Stefan Livs bortgång. (2011)
- I Sverige efter skolattacken i Trollhättan (2015)
- I världen efter Terrordåden i Paris (2015)
- I Sverige efter attentatet i Stockholm, Drottninggatan (10 april 2017)
- I Sverige efter skolattacken i Örebro. (11 februari 2025)